# Javad Nurbakhsh

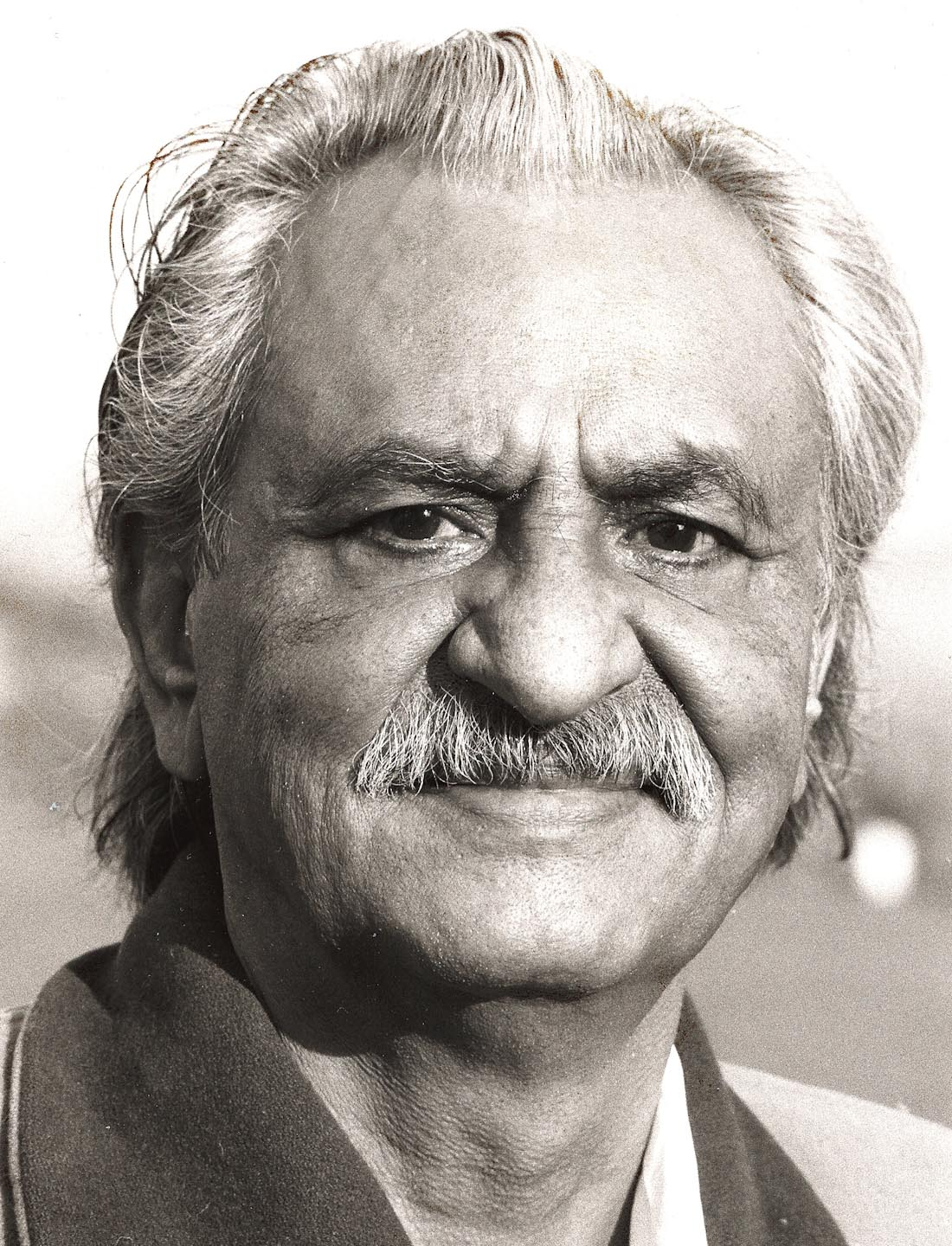
Javad Nurbakhsh

Javad Nurbakhsh (persisch جواد نوربخش Dschawad Nurbachsch, * 10. Dezember 1926 in Kerman; † 10. Oktober 2008 in Oxford) war ein iranischer, muslimischer Mystiker (Sufi) und ein Meister des Nematollahi-Ordens.

## Leben
Er kam in der iranischen Stadt Kerman zur Welt. Später besuchte er die medizinische Fakultät an der Universität von Teheran und erhielt im Jahr 1952 sein medizinisches Doktorat. Ab 1962 absolvierte er Aufbaustudien an der Sorbonne in Paris. Er kehrte dann nach Teheran zurück, wo er seine Studien in Psychiatrie beendete und später bis zu seinem Ruhestand 1977 Professor und Leiter der Abteilung der Psychiatrie an der Universität Teheran wurde.
Dr. Nurbakhsh wurde im Alter von 16 Jahren in den Nematollahi-Orden initiiert. Im Alter von 20 Jahren wurde er von seinem Meister, Munis'Ali Schah, zum Scheich (geistlicher Führer) ernannt und nach dem Tod von Munis wurde er Meister des Nematollahi-Ordens. Er war zu diesem Zeitpunkt 26 Jahre alt.
Nach seinem Tod wurde sein Sohn Alireza Nurbakhsh zum neuen Meister des Ordens ernannt.